# موتشان (طالقان)
موتشان هي قرية في مقاطعة طالقان، إيران. يقدر عدد سكانها بـ 108 نسمة بحسب إحصاء 2016.